# Saint-Julien-des-Chazes
Saint-Julien-des-Chazes är en kommun i departementet Haute-Loire i regionen Auvergne-Rhône-Alpes i centrala Frankrike. Kommunen ligger i kantonen Langeac som tillhör arrondissementet Brioude. År 2022 hade Saint-Julien-des-Chazes 54 invånare.

## Befolkningsutveckling
Antalet invånare i kommunen Saint-Julien-des-Chazes
| Referens: INSEE |